# Estadio Gran Canaria
Estadio Gran Canaria este un stadion de fotbal din Las Palmas, Spania. Este stadionul unde joacă meciurile acasă UD Las Palmas. A fost deschis în 2003 ca stadion multifuncțional pentru a deveni succesorul vechiului Estadio Insular.

## Meciuri internaționale

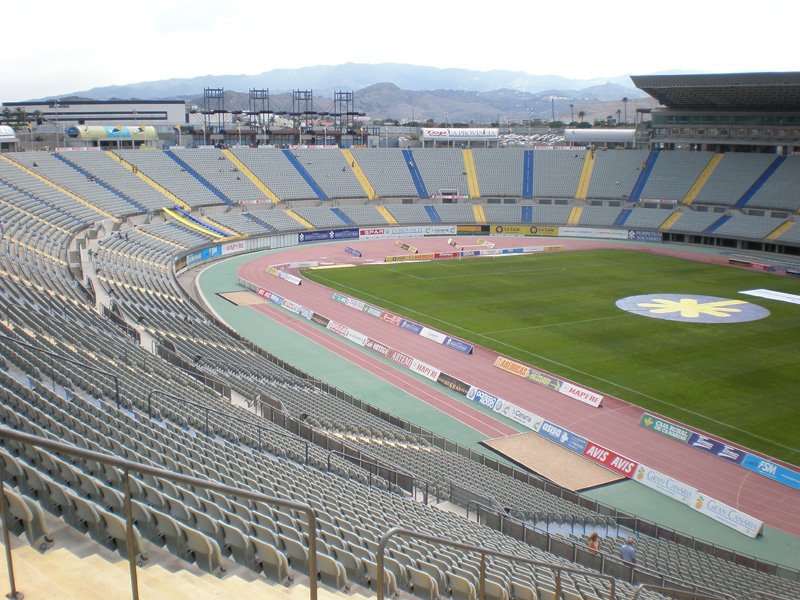
Estadio de Gran Canaria, 2008

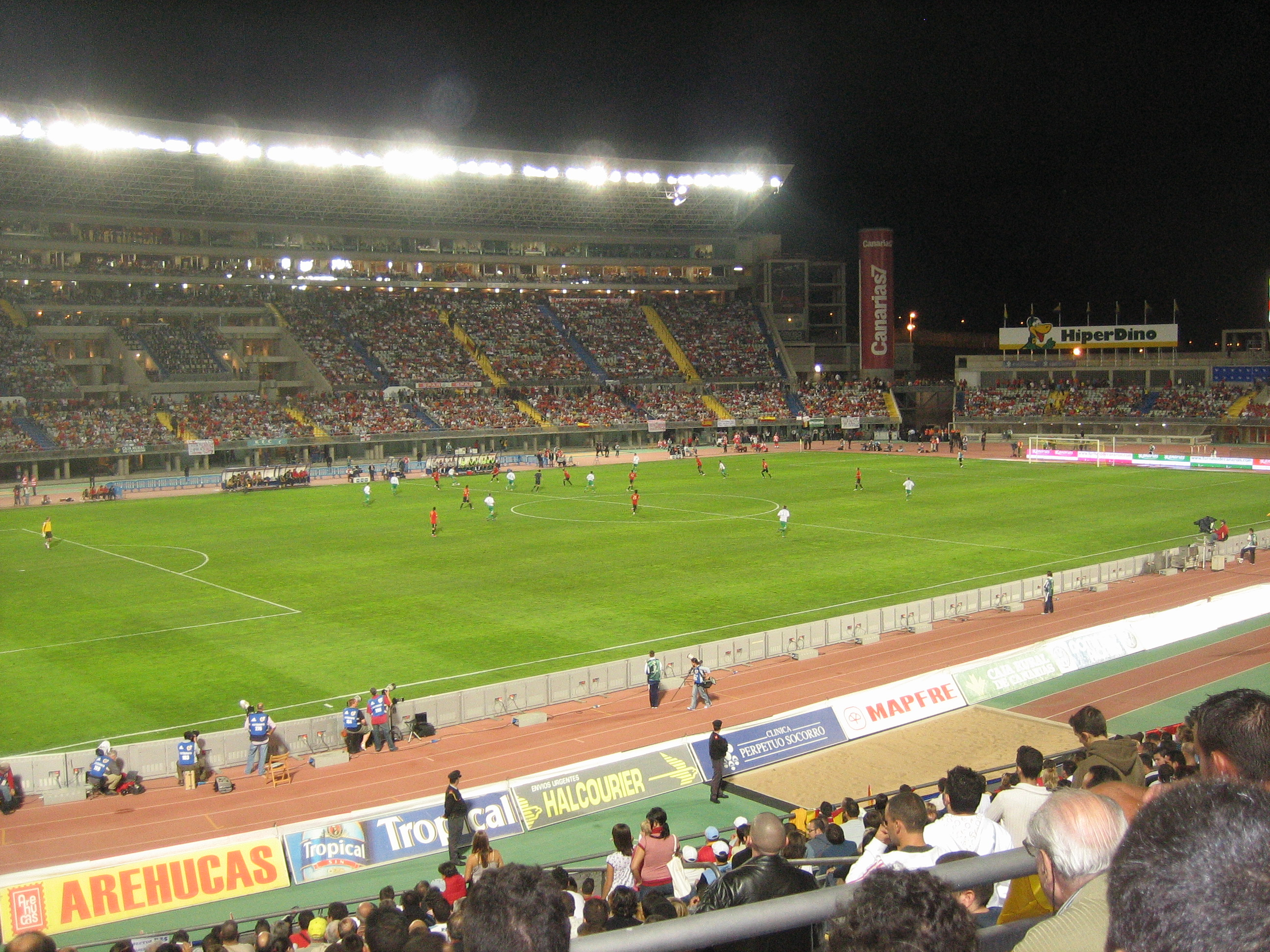
Spain v Northern Ireland

| Spania   | 1 – 0  | Irlanda de Nord |
| -------- | ------ | --------------- |
| Xavi 52' | Report |                 |